# イエスとノンの物語
『イエスとノンの物語』（イエスとノンのものがたり）は、東海テレビ制作・フジテレビ系列で、1982年4月12日 - 7月30日に放送された昼ドラマである。

## 概要
東京出身と大阪出身のOLの友情を描いた物語。

## キャスト
- 五十嵐めぐみ
- 柳川慶子
- 仲谷昇
- 大和田獏
- 高橋マキ

## スタッフ
- 演出 - 平松敏男、井村次雄
- 脚本 - 花登筺
- 制作 - 東海テレビ、東宝株式会社